# Андре, Пьер
Пьер Андре (фр. Pierre André ; род. 29 июня 1947, Бюир (департамент Эна) — французский политик, бывший сенатор от департамента Эна, бывший мэр города Сен-Кантен.

## Биография
Выпускник Института политических исследований в Париже, Пьер Андре работал в государственных структурах, был директором Торгово-промышленной палаты. В 1998 году начал политическую карьеру, вступив в партию Объединение в поддержку Республики, в 2002 году преобразованную в Союз за народное движение. В том же году был избран в Сенат Франции от департамента Эна, в 2008 году переизбран на второй срок.
В 1995 году Пьер Андре возглавил правый список на выборах мэра крупнейшего города департамента Эна Сен-Кантен и одержал победу, после еще дважды – в 2001 и 2008 годах – переизбирался на пост мэра. В сентябре 2010 года он ушел в отставку с поста мэра Сен-Кантена из-за проблем со здоровьем.
В 2012 году на выборах генерального секретаря партии Союз за народное движение выступил в поддержку Франсуа Фийона.

## Занимаемые выборные должности
18.06.1995 — 27.09.2010 — мэр города Сен-Кантен 

27.09.1998 — 30.09.2014 — сенатор от департамента Эна 

28.09.2010 — 23.03.2014 — член муниципального совета города Сен-Кантен